# NGC 3165
NGC 3165 (również PGC 29798 lub UGC 5512) – galaktyka spiralna (Sdm), znajdująca się w gwiazdozbiorze Sekstantu. Odkrył ją 30 stycznia 1856 roku R. J. Mitchell – asystent Williama Parsonsa.